# Замбата, Славен
Сла́вен За́мбата (хорв. Slaven Zambata; 24 сентября 1940, Синь — 29 октября 2020) — югославский футболист, игравший на позиции нападающего. Выступал за загребское «Динамо» и сборную Югославии.

## Биография
Славен Замбата начинал карьеру футболиста в клубе «Юнак» из своего родного города Синь. В 1959 году, в возрасте 18 лет, он перешёл в загребское «Динамо». В сильнейшей хорватской команде Замбата играл до 1969 года, проведя за это время 393 матча и забив 267 голов (93 из них в рамках чемпионата Югославии). В составе «Динамо» он стал четырёхкратным обладателем Кубка Югославии (в 1960, 1963, 1965 и 1969 годах), а также был капитаном команды в триумфальном для неё розыгрыше Кубка ярмарок 1966/1967, где забил шесть голов. Кроме того, нападающий «Динамо» дважды становился финалистом Кубка Югославии (в 1964 и 1966 годах) и Кубка Ярмарок в 1963 году. После ухода из «Динамо» в 1969 году Замбата провёл несколько сезонов за бельгийские клубы «Варегем» и «Кроссинг Элевейт», после чего вновь отыграл в составе загребцев короткий период в 1972 году. В следующем году хорват завершил свою карьеру футболиста после нескольких серьёзных травм (перед самым уходом была произведена операция над его обоими менисками).
По состоянию на 2018 год Замбата занимал восьмую строчку в списке лучших бомбардиров загребского "Динамо за всю его историю и является одним из двух футболистов, отметившихся хет-триком в финалах Кубка Югославии. Замбата сделал это 26 мая 1963 года, в поединке против сплитского «Хайдука». Несмотря на то, что «Динамо», когда за него играл Замбата, ни разу не выигрывало чемпионат Югославии, оно пять раз становилось вторым в первенстве (в 1960, 1963, 1966, 1967 и 1969 годах), и этот период считается одним из лучших в истории клуба.
Замбата провёл за молодёжную сборную Югославии два матча и забил два гола. 16 сентября 1962 года он дебютировал за сборную Югославии, в товарищеской игре с командой ГДР в Лейпциге. Всего за национальную сборную Замбата провёл 31 матч и отметился 21 голами. Он был капитаном югославской футбольной команды на летних Олимпийских играх 1964 года в Токио. Матч против испанцев 27 октября 1968 года в Белграде стал последним за Югославию для 28-летнего нападающего.

## Достижения
«Динамо» (Загреб)
- Обладатель Кубка Югославии (4): 1959/60, 1962/63, 1964/65, 1968/69
- Обладатель Кубка ярмарок: 1966/67

## Статистика выступлений
| Клуб              | Сезон             | Лига | Лига | Кубки | Кубки | Еврокубки | Еврокубки | Итого | Итого |
| Клуб              | Сезон             | Игры | Голы | Игры  | Голы  | Игры      | Голы      | Игры  | Голы  |
| ----------------- | ----------------- | ---- | ---- | ----- | ----- | --------- | --------- | ----- | ----- |
| Динамо (Загреб)   | 1959/60           | 3    | 0    | 2     | 1     | 0         | 0         | 5     | 1     |
| Динамо (Загреб)   | 1960/61           | 7    | 2    | 2     | 0     | 1         | 0         | 10    | 2     |
| Динамо (Загреб)   | 1961/62           | 12   | 3    | 4     | 6     | 9         | 7         | 25    | 16    |
| Динамо (Загреб)   | 1962/63           | 23   | 18   | 4     | 5     | 9         | 5         | 36    | 28    |
| Динамо (Загреб)   | 1963/64           | 24   | 14   | 5     | 9     | 4         | 1         | 33    | 24    |
| Динамо (Загреб)   | 1964/65           | 21   | 6    | 5     | 6     | 9         | 2         | 35    | 14    |
| Динамо (Загреб)   | 1965/66           | 26   | 19   | 4     | 6     | 2         | 0         | 32    | 25    |
| Динамо (Загреб)   | 1966/67           | 23   | 13   | 4     | 4     | 11        | 7         | 38    | 24    |
| Динамо (Загреб)   | 1967/68           | 6    | 3    | 0     | 0     | 2         | 1         | 8     | 4     |
| Динамо (Загреб)   | 1968/69           | 27   | 15   | 5     | 3     | 2         | 1         | 34    | 19    |
| Динамо (Загреб)   | Итого             | 172  | 93   | 35    | 40    | 49        | 24        | 256   | 157   |
| Варегем           | 1969/70           | 14   | 6    | 2     | 1     | 0         | 0         | 16    | 7     |
| Варегем           | 1970/71           | 19   | 10   | 1     | 0     | 0         | 0         | 20    | 10    |
| Варегем           | Итого             | 33   | 16   | 3     | 1     | 0         | 0         | 36    | 17    |
| Кроссинг (Шарбек) | 1971/72           | 23   | 3    | 2     | 1     | 0         | 0         | 25    | 4     |
| Кроссинг (Шарбек) | Итого             | 23   | 3    | 2     | 1     | 0         | 0         | 25    | 4     |
| Динамо (Загреб)   | 1972/73           | 3    | 0    | 0     | 0     | 0         | 0         | 3     | 0     |
| Динамо (Загреб)   | Итого             | 3    | 0    | 0     | 0     | 0         | 0         | 3     | 0     |
| Всего за «Динамо» | Всего за «Динамо» | 175  | 93   | 35    | 40    | 49        | 24        | 259   | 157   |
| Радентайн/Филлах  | 1973/74           | 13   | 5    | 1     | 0     | 0         | 0         | 14    | 5     |
| Радентайн/Филлах  | Итого             | 13   | 5    | 1     | 0     | 0         | 0         | 14    | 5     |
| Всего за карьеру  | Всего за карьеру  | 244  | 117  | 41    | 42    | 49        | 24        | 334   | 183   |